# Piber (priimek)
Piber je priimek več znanih Slovencev:
- Janez (Ivan) Piber (1931 - 2019), evropski prvak v kegljanju na ledu 1967
- Dejan Piber (*1989), motokrosist
- Donat Piber
- Janez Piber (1866—1934), duhovnik in politik
- Jože Piber (1901—1921), pesnik